# Хефлигер, Эрнст
Эрнст Хе́флигер (нем. Ernst Haefliger; 8 июля 1919, Давос, Швейцария — 17 марта 2007, там же) — швейцарский оперный певец, тенор.
Хефлигер родился в Давосе (Швейцария), учился в консерватории Цюриха. Продолжил образование в Женеве у Фернандо Капри и в Вене у Юлиуса Патцака.
В 1943 Хефлигер впервые выступил с партией Евангелиста в оратории И. С. Баха «Страсти по Иоанну» в Цюрихе. После этого дебюта был приглашён на ряд концертов Швейцарии и — после окончания Второй мировой войны — за рубежом. Венгерский дирижёр Ференц Фричай заметил молодого певца и пригласил его участвовать в Зальцбургском фестивале. Мировая карьера Хефлигера началась с исполнения на Зальцбургском фестивале в 1949 году партии Тиресия в «Антигоне» Карла Орфа. В 1952 году Хефлигер последовал за Фричаем в Берлинскую немецкую оперу, где исполнял теноровые партии во всех операх Моцарта, «Севильском цирюльнике» и «Графе Ори» Россини, «Палестрине» Ханса Пфицнера, партию Ганса в «Проданной невесте» Сметаны и другие роли. В 1965 году Хефлигер дебютировал в Бостоне в серии концертов Пибоди Мейсон.
В течение продолжительной мировой карьеры Хефлигер записал множество ораторий и опер. С 1971 по 1988 год он преподавал в Мюнхенской высшей школе музыки и театра в Германии, давал мастер-классы в Цюрихе, Японии и в США.
Эрнст Хефлигер умер 17 марта 2007 года в Давосе от острой сердечной недостаточности. Похоронен там же на Лесном кладбище.
Его сын Андреас Хефлигер — известный пианист.